# 北京地铁DKZ53 / SFM18型电动车组
北京地铁DKZ53型电动车组和北京地铁SFM18型电动车组是北京地铁在14号线运营的列车车型。

## 简介
DKZ53型列车由原北车长春轨道客车制造，共38组228辆；SFM18型列车由原南车青岛四方机车车辆制造，共25组150辆。
该两款列车是国内首批大运量A型不锈钢地铁车辆，也是北京地铁所有线路中首次使用的6节编组A型列车，于2013年5月5日起在14号线西段运营，目前配属于张仪村停车场和马泉营车辆段（与15号线共用）。

## 列车编组
| |              | DKZ53 / SFM18 ←善各庄方向张郭庄方向→ |                |                        |                        |                |                            |
| 车辆编号 | 车辆编号     | 1                                    | 2              | 3                      | 4                      | 5              | 6                          |
| 受电弓 | 受电弓       |                                      | >              |                        |                        | <              |                            |
| 形式区分 | 车厢号       | 2××Tc1                               | 2××Mp1         | 2××M1                  | 2××M2                  | 2××Mp2         | 2××Tc2                     |
| 形式区分 | 车厢类型     | Tc                                   | Mp             | M                      | M                      | Mp             | Tc                         |
| 动力单元 | 动力单元     | 单元1                                | 单元1          | 单元1                  | 单元2                  | 单元2          | 单元2                      |
| 安装机器设备 | 安装机器设备 | ACM (R) BCM (L) BAT CP (L)           | MCM (R) BR (R) | MCM (L) ACM (R) BR (R) | MCM (R) ACM (L) BR (L) | MCM (L) BR (L) | ACM (L) BCM (R) BAT CP (R) |
| 车辆重量 | 车辆重量     | 32.0 t                               | 36.0 t         | 36.0 t                 | 36.0 t                 | 36.0 t         | 32.0 t                     |
| 额定载客量 | 额定载客量   | 280 人                               | 310 人         | 310 人                 | 310 人                 | 310 人         | 280 人                     |
| MCM：电机逆变器模块（VVVF）；ACM：辅助逆变器模块（SIV）；BCM：蓄电池充电机模块 BAT：辅助蓄电池装置；BR：制动电阻装置；CP：电动空气压缩机 |              |                                      |                |                        |                        |                |                            |

## 列车特点

### 外观与内装
列车的车体钢结构采用301L系列不锈钢制造，前脸以编钟为设计来源，而侧面则借鉴了京剧脸谱的配色，体现了北京的地域特色及历史文化；车内色调提取自北京园博会的园林色彩，时尚美观，配合客室高度的优化，为乘客营造了视野通透的乘车环境。

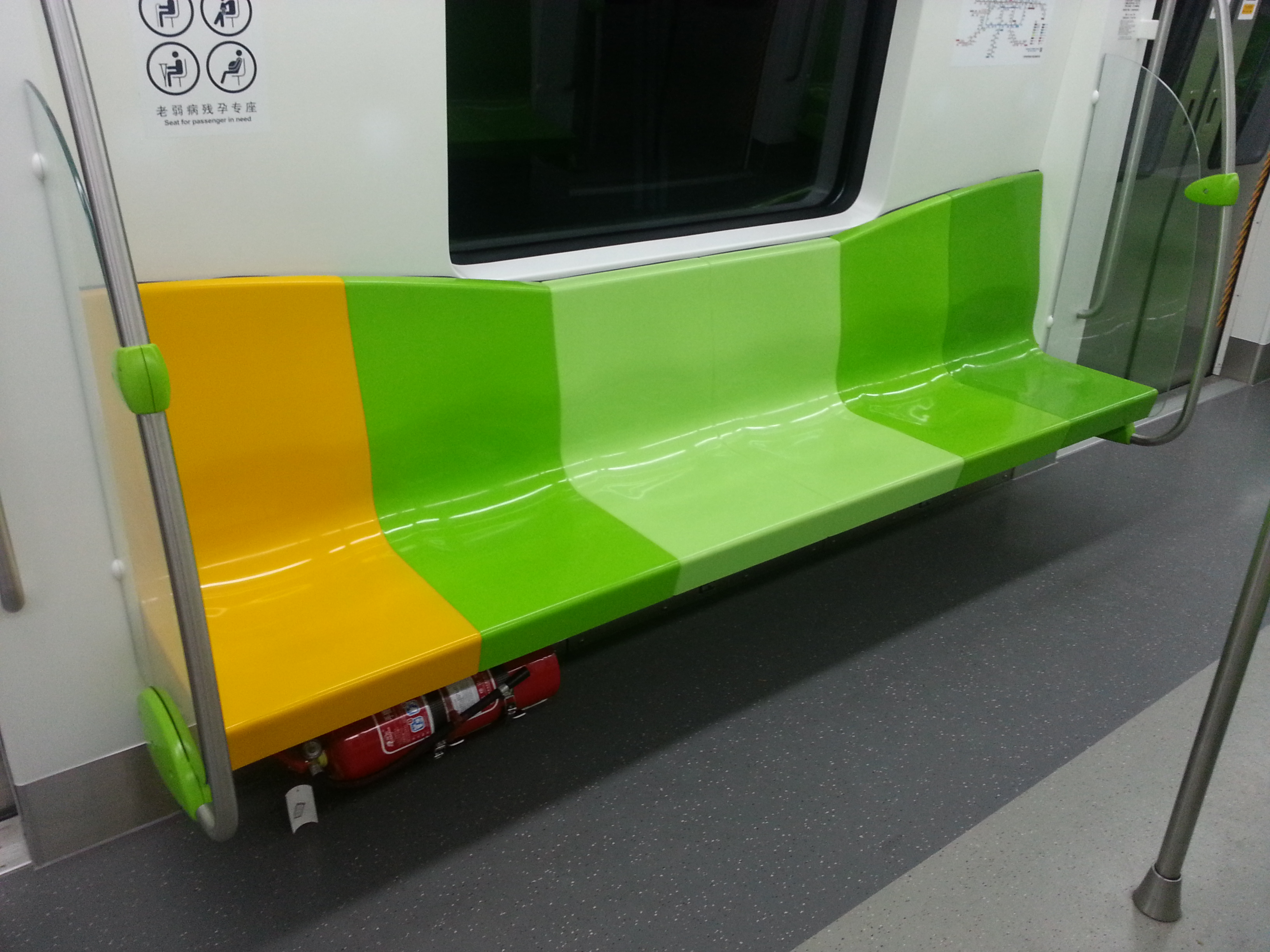
DKZ53列车座椅
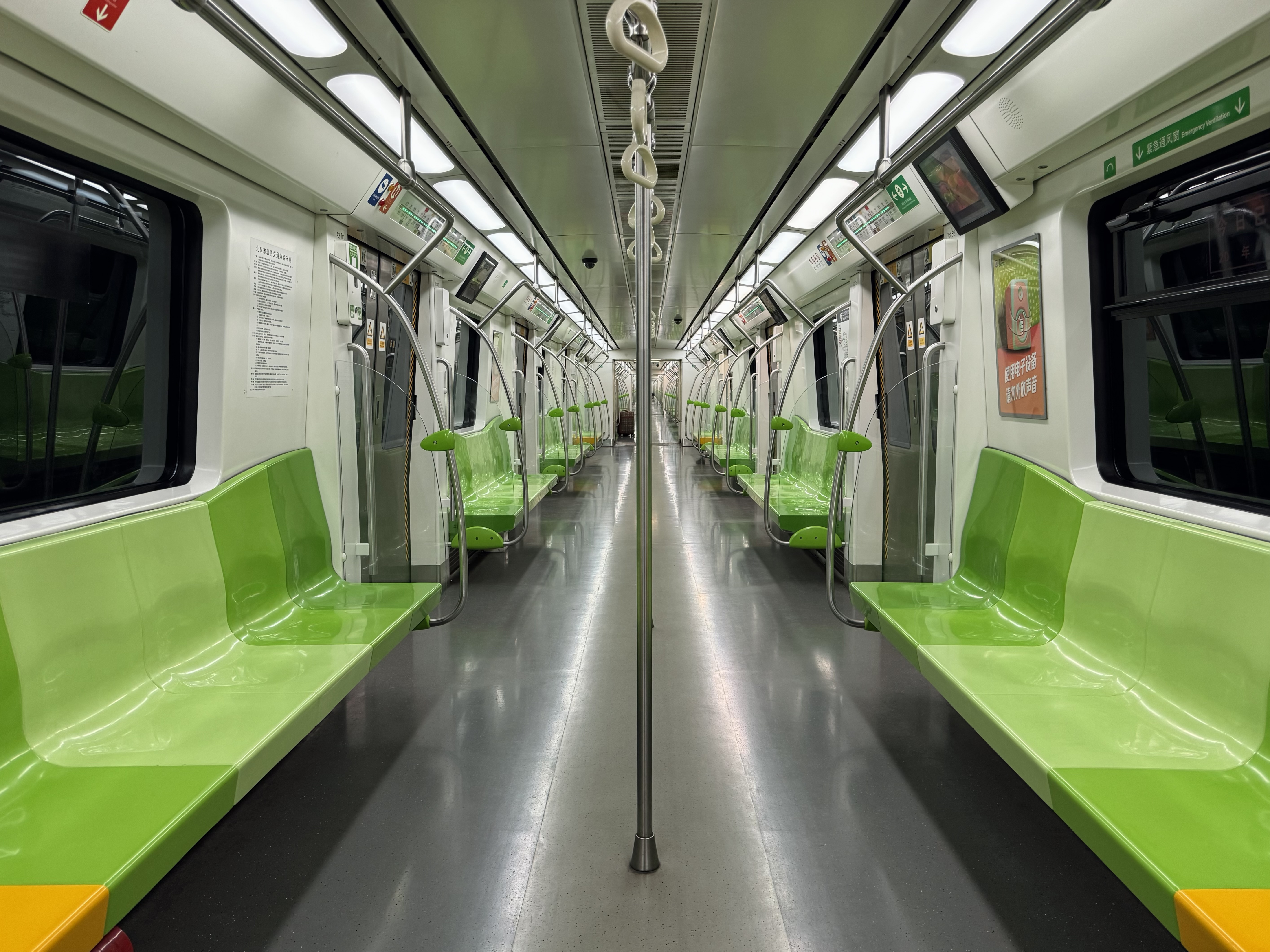
DKZ53列车内部
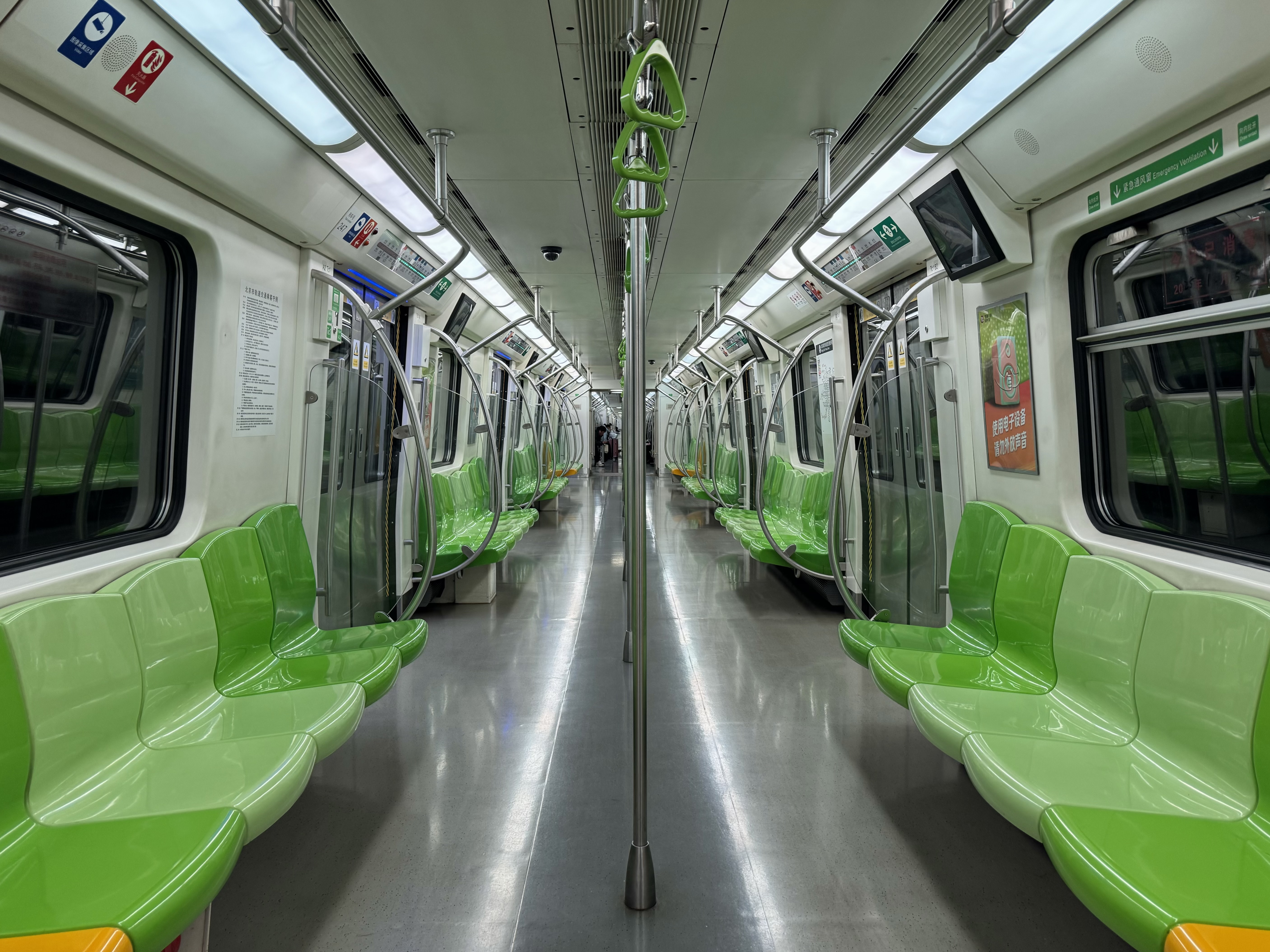
SFM18列车内部

DKZ53型与SFM18型列车在前脸上略有差异，SFM18型的前脸边缘有棱角，“北京”二字稍粗稍扁，前照灯也较大。

### 车门系统
每节车厢共5对车门，均为双开电动电控内藏拉门，每扇净宽1400 mm，净高1600 mm，车门间距4560 mm。车门系统的主要特点包括：
- 电控装置采用微处理器控制，具有自诊断和故障纪录功能；
- 采用皮带驱动方式，导向装置、驱动装置和锁闭装置集中为一个紧凑的功能单元，便于安装和维修。

### 车钩与转向架
DKZ53型列车采用CW-4000(D)型转向架，SFM18型列车采用SDA-80型转向架，两种转向架都具有重量轻、运行性能好、易于组装和分解等优点。转向架的构架主要采用钢板焊接结构，一系悬挂为橡胶弹簧，二系悬挂为无摇枕空气弹簧，基础制动采用踏面制动。
列车的两端及单元之间设有半自动车钩，半自动车钩上首次采用内置过载保护结构，实现了车钩的整体前置式安装；其余的节与节之间则设有半永久牵引杆。车钩系统中设置了可恢复型缓冲器及大容量变形压溃管，满足15km/h速度碰撞时对列车的保护功能。

### 牵引及辅助系统
列车的牵引及辅助供电系统为庞巴迪运输设计的MITRAC TC1110系列产品，由江苏常牵庞巴迪牵引系统有限公司（2017年更名为新誉庞巴迪牵引系统有限公司）代工生产，采用矢量控制技术和集成化、模块化控制方案，可承受供电电压范围为DC 1000 V~1800 V。牵引及辅助供电系统具体包括：
- 牵引电机：型式为 MJA 250-18，每台动车转向架上各安装四台，由电机所在车厢的牵引高压箱（PH 箱）或牵引辅助箱（PA 箱）驱动；每台电机的额定功率为 200 kW，额定电压为 1170 V，额定电流为 130 A，重量 595 kg，工作频率 50 Hz，额定转速 2,308 r/min，最高转速 3,890 r/min[8]。
- 牵引高压箱：每列车的2车厢和5车厢下方各安装一台，每台内含电机逆变器模块（MCM，属于牵引系统的一部分）、充电电路（一个）、接地故障传感器、保护熔断器、高速断路器、接地开关、车间供电接触器和插座、I/O 单元、内外部风扇（各一个）和 MCM 线路感应器等。
- 牵引辅助箱：每列车的3车厢和4车厢下方各安装一台，每台内含电机逆变器模块（MCM，属于牵引系统的一部分）、辅助逆变器模块（ACM，属于辅助供电系统的一部分）、充电电路（两个）、内外部风扇（内部两个，外部一个）和 ACM 输出滤波器（含变压器）等。
- 辅助供电箱：属于辅助供电系统的一部分，每列车的首尾两节拖车（1车厢和6车厢）下方各安装一台，每台内含辅助逆变器模块（ACM）、蓄电池充电机模块（BCM）及其电源变压器、充电电路（一个）、内外部风扇（内部两个，外部一个）和 ACM 输出滤波器（含变压器）等。
- 电机逆变器模块：型式为 ICON-M 1500 V，内含逆变相电路、过压保护及制动斩波相电路、牵引控制单元（DCU/M）、IGBT 门极驱动单元、电压及电流传感器、放电电阻等；单个模块的输出电压为 3AC 1403 V，最大输出电流为 3AC 780 A，以1C4M1群方式驱动其所在车厢的四台牵引电机。
- 辅助逆变器模块：型式为 MITRAC CM-I 1500 A M A，内含逆变相电路、过压保护电路、辅助控制单元（DCU/A）、IGBT 门极驱动单元、电压及电流传感器、放电电阻等；单个模块的额定输出电压为 3AC 380 V，最大输出电流为 3AC 400 A，将线网的直流高压逆变为交流低压输出至列车的三相母线。
- 蓄电池充电机模块：型式为 MITRAC CM-C S 11/12 AB V4，额定输出功率 20 kW，由无源六脉冲整流桥电路、升压斩波电路（带蓄电池滤波器）和分布式输出电路组成；在辅助逆变器模块中辅助控制单元的控制和监督下，整流桥电路将列车的母线电压降为 3AC 78 V，升压斩波电路将其转换为 DC 108.5 V~128.4 V 的充电电压，为列车的空调、蓄电池、空气压缩机等设备供电。

牵引及辅助供电系统的设计充分体现了节能、环保理念，使用铝制材质实现较高的功率/质量比，从而节省能耗，并最大限度地发挥电制动能力。

### 制动系统
列车使用的 EP08 型制动系统由风源装置、制动控制装置（ACU）、辅助控制装置（BCU）、踏面基础制动装置和空气悬挂装置等组成，具体包括：
- 制动系统采用全列车混合制动方式，优先使用电制动，空气制动部分的正常工作压力范围为750~900 kPa，最大工作压力为1000 kPa。
- 风源装置由每列车的两套压缩机单元组成，为制动系统提供干燥、清洁的压缩空气；每套压缩机单元采用集成式一体化模块结构，内含螺杆式空气压缩机、膜式空气干燥器、启动装置、安全阀、压力开关等。
- 每节车厢配备一套辅助控制装置和一套制动控制装置，前者用于停放制动控制和空气弹簧供风，后者用于常用或紧急的制动控制。
- 每套制动控制装置由电子制动控制单元（EBCU）和气动制动控制单元（PBCU）组成，前者主要完成制动控制、防滑控制、故障诊断和通信功能，后者接收前者的指令进行制动和缓解动作。
- 每根车轴安装两套踏面基础制动装置（其中一套具有停放制动功能），采用基于凸轮放大原理的力放大结构，使制动作用力分配合理且大小可调。
- 每台转向架配有一套空气悬挂装置，内含空气弹簧、高度阀、差压阀、平衡阀等，其中高度阀控制车体高度，差压阀限制转向架两侧空气弹簧的压强差，平衡阀对转向架两侧空气弹簧的压强取平均值送入制动控制装置。
- 每列车的首尾两节拖车（1车厢和6车厢）下方各安装一套制动维护终端，检测并记录制动系统的各项参数。

### 空调系统
列车采用由王牌冷气（石家庄国祥）提供的空调系统，每节车厢的车顶两端各安装一台制冷量40 kW、通风量5000 m3/h的 KG40A 型空调机组。空调机组以 R407C 为制冷剂，采用完全顶置式结构，不单独设置机组平台，实现了车辆的轻量化。

### 乘客信息系统
- 列车在首尾两端各安装一块终点LED显示器，显示列车运行的终点站[17]，中文为粉色显示，英文为蓝色显示。SFM18驶出大望路站时的前挡风玻璃特写，方向幕显示终点站为景风门

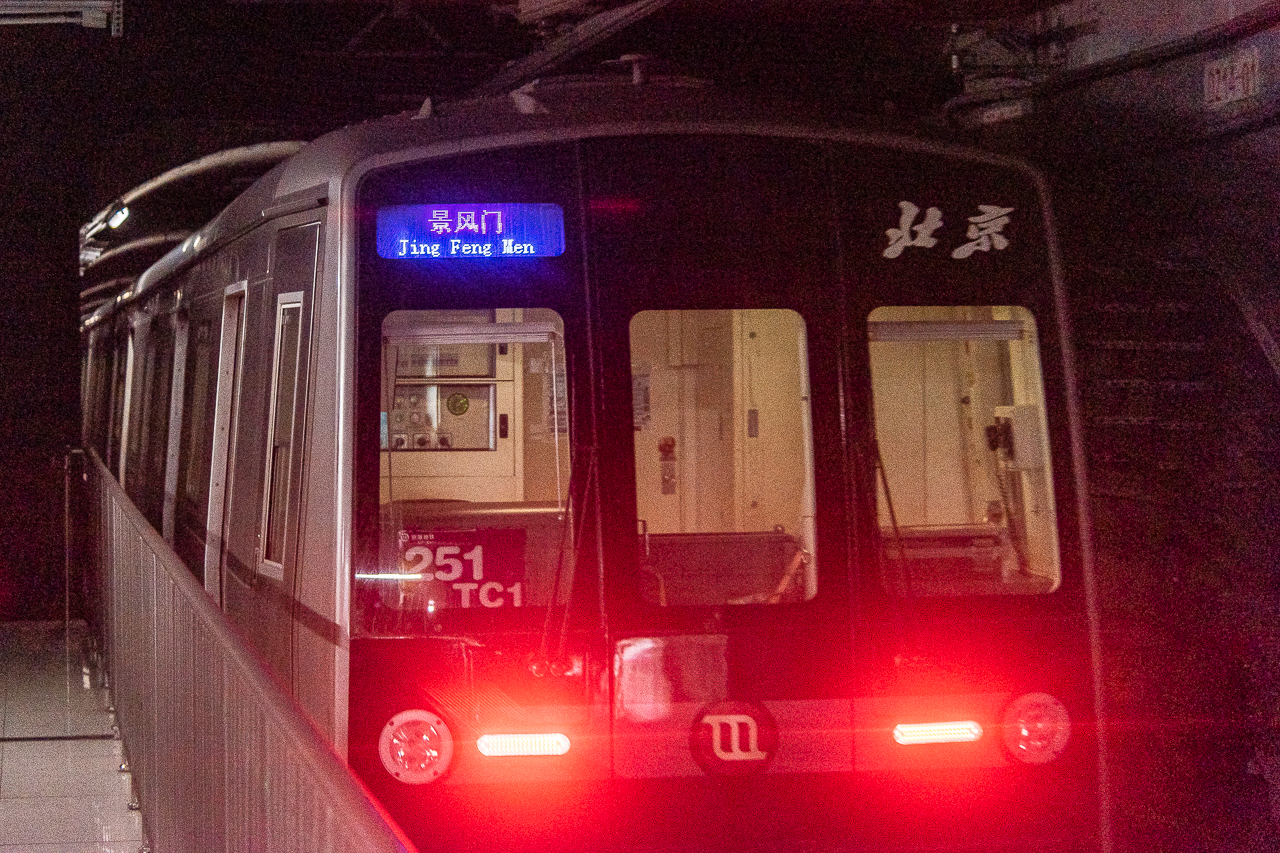
SFM18驶出大望路站时的前挡风玻璃特写，方向幕显示终点站为景风门

- 每节车厢设有10块LED闪灯图，显示列车的运行方向、下一站、换乘站及线路、终点站等信息；每块闪灯图均配有闪烁提示开门侧的蓝色LED光带[17]。

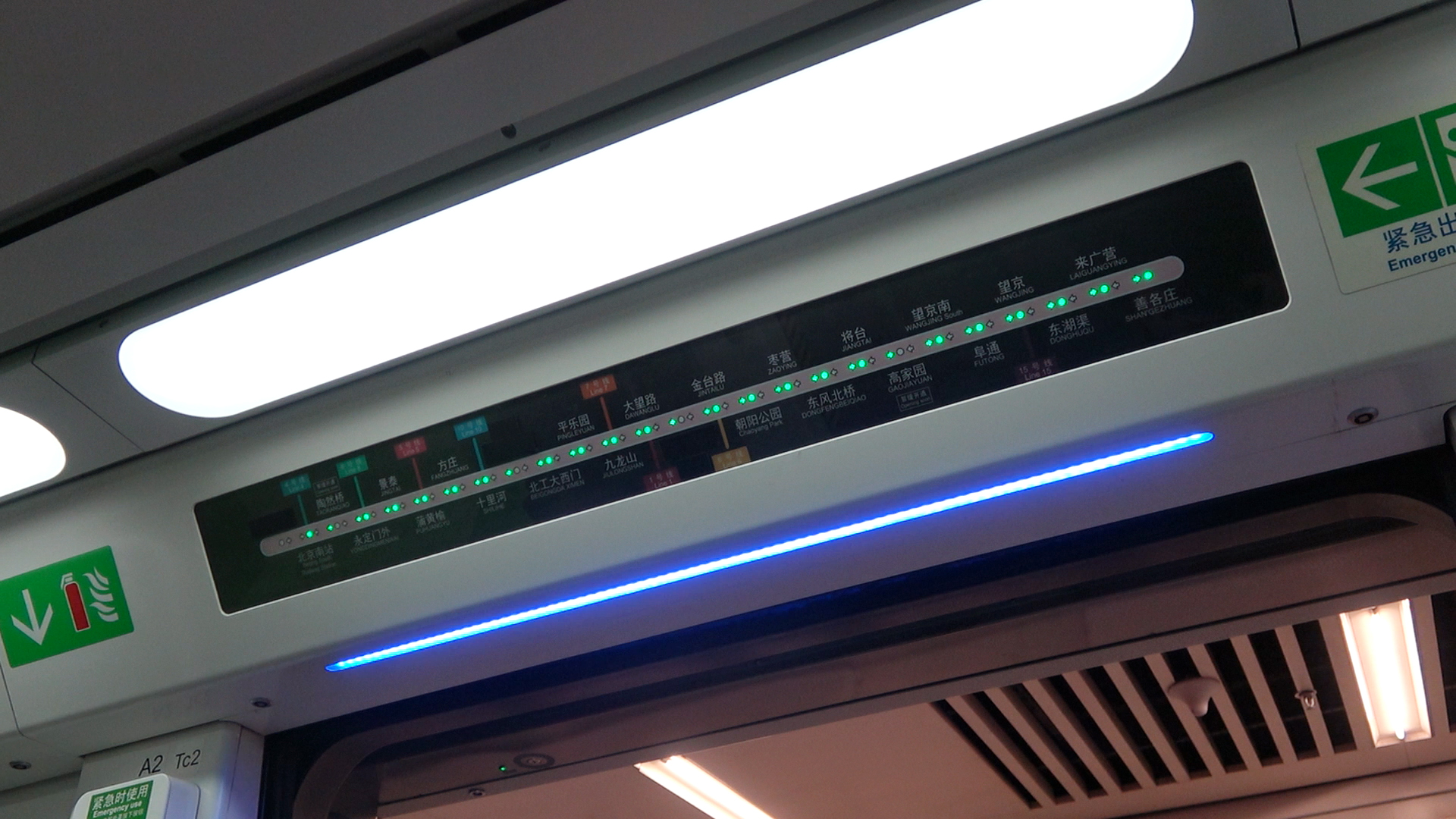
东段列车闪灯图
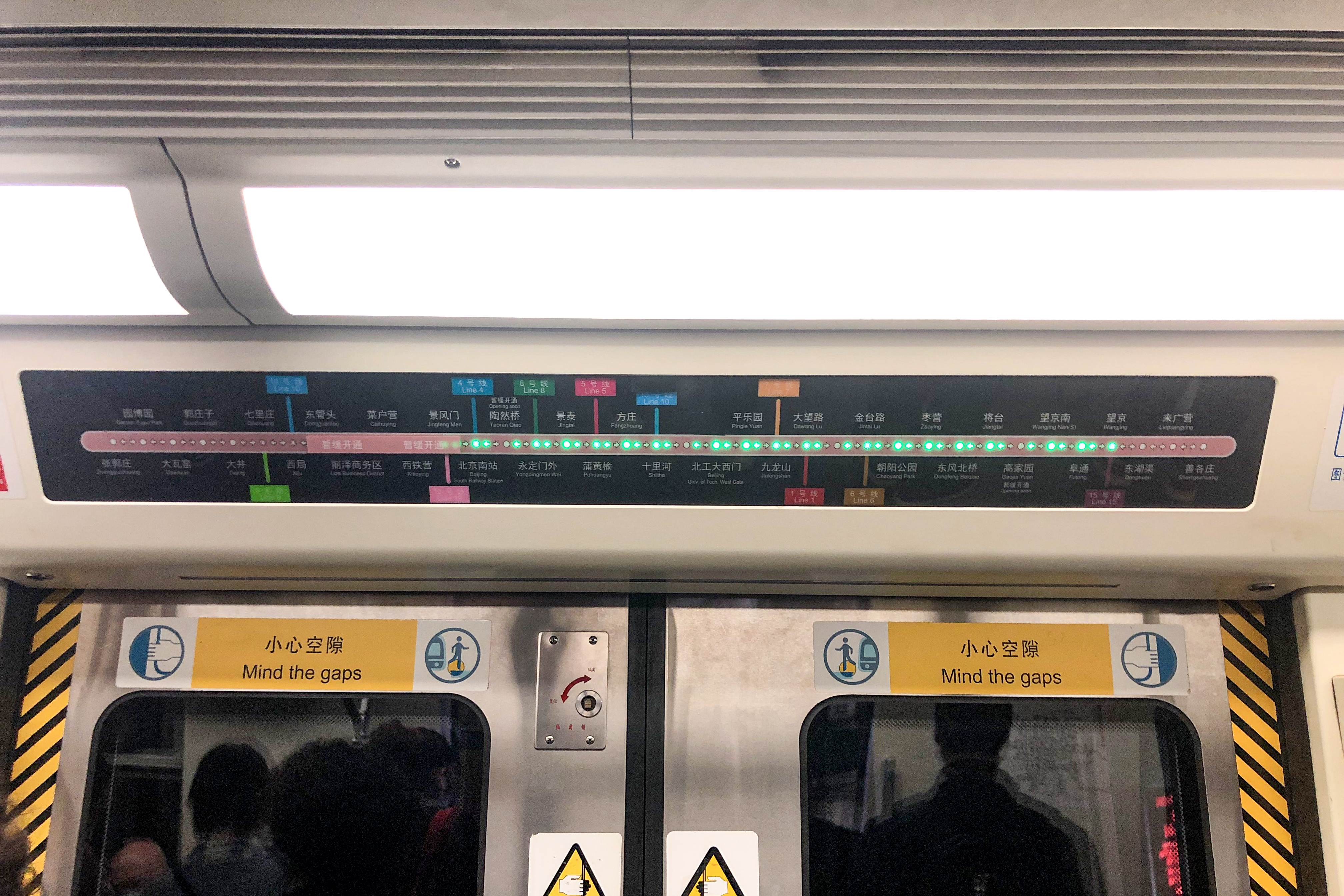
251车组更换的贯通版闪灯图
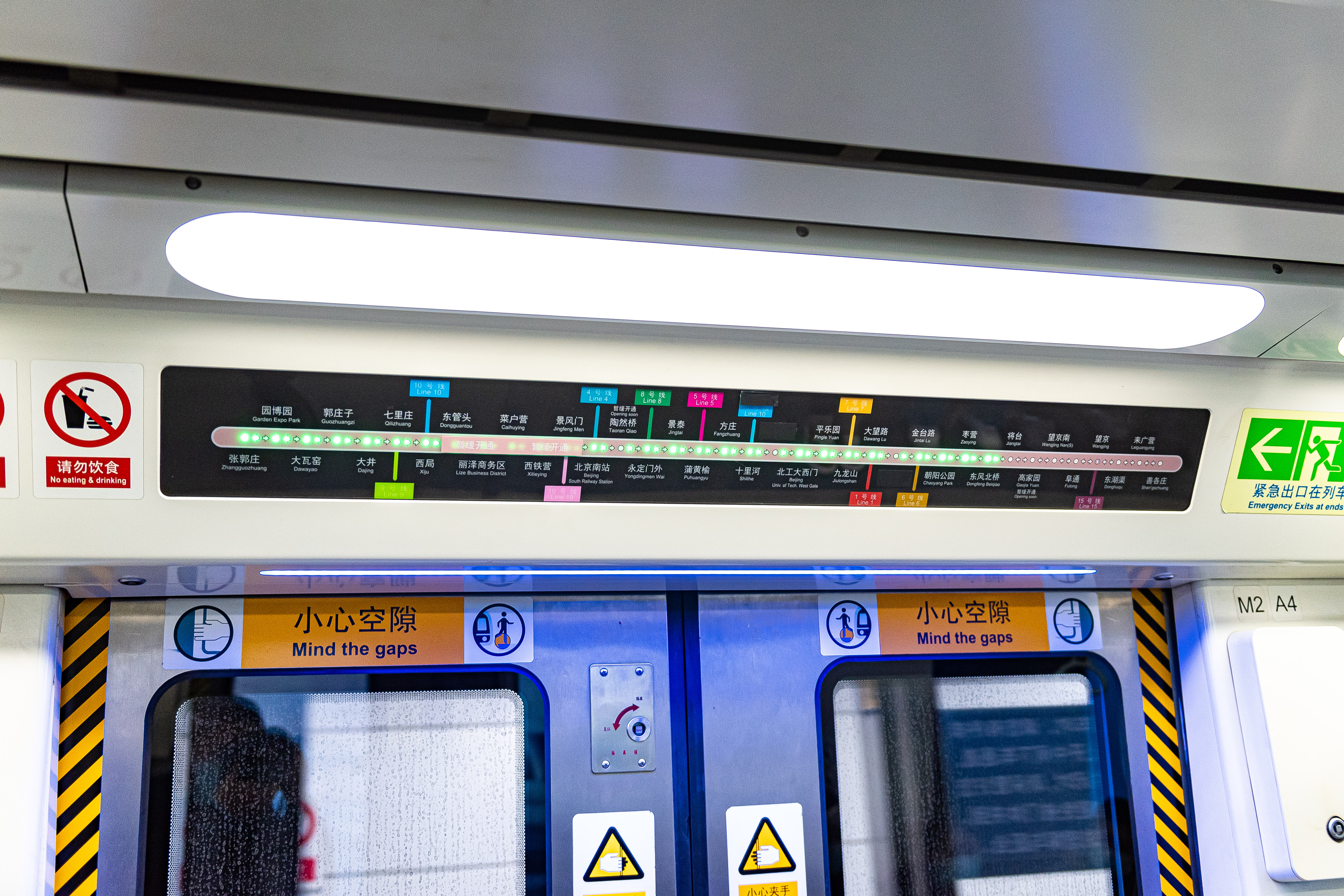
220车组更换的贯通版闪灯图
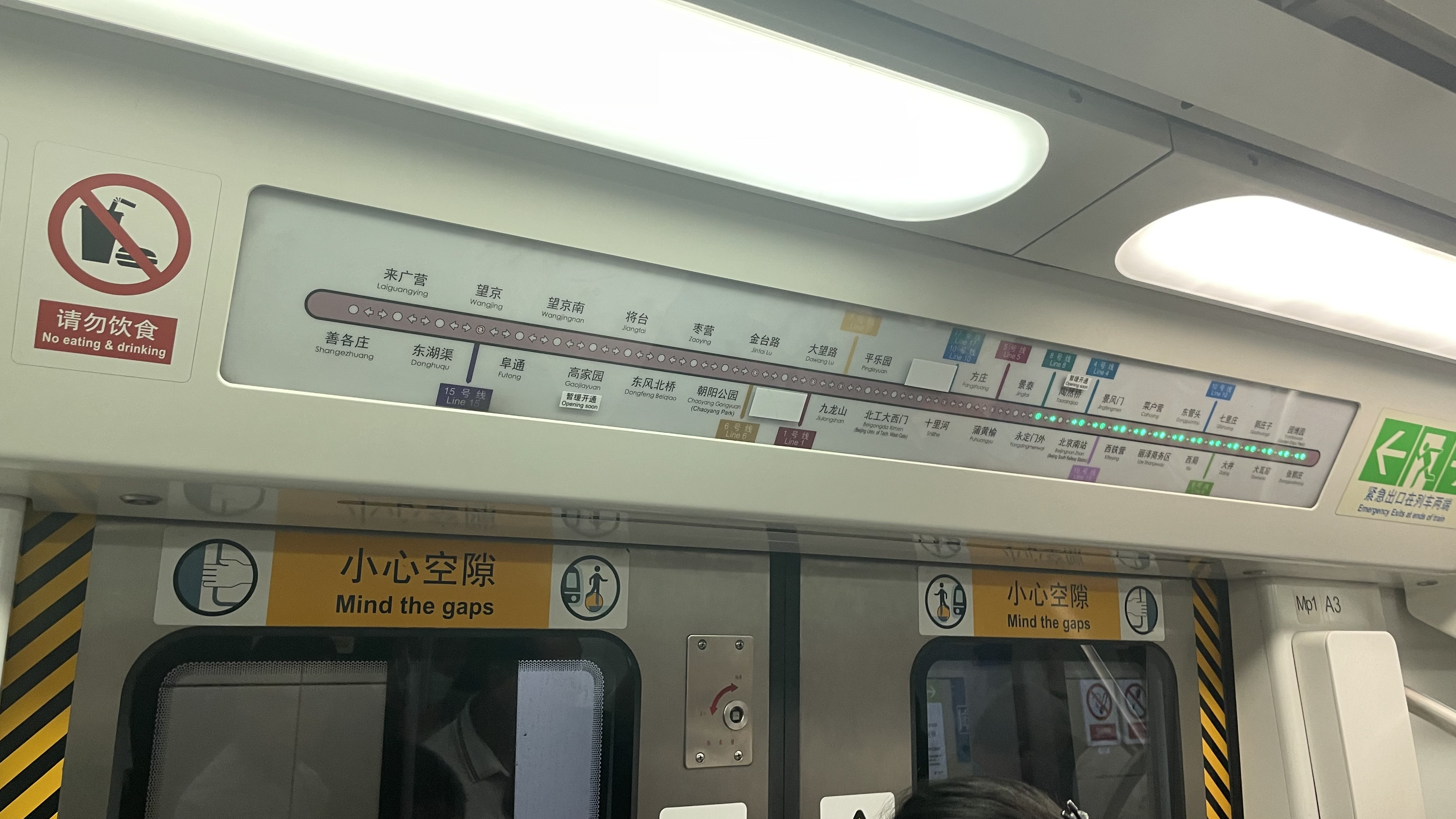
14号线自2023年6月开始更换新版白色闪灯图

- 每节车厢设有两个紧急报警器，其具有双向通话功能，用于协助乘客向司机报告紧急事件[17]。
- 每节客室设有六个摄像头，每个司机室设置一个摄像头，所有摄像头的监控图像在司机室的客室状态监视器中轮流显示[17]。
- 列车的广播系统可根据车厢背景噪声大小进行自动、连续的音量调节，保证客室扬声器的输出音量始终高于客室背景噪声5~10 dB，且任何时候都小于95 dB[17]。
- 车门附近设有LCD显示器，显示当前日期及时间、列车运行方向和下一站，并播放本地视频节目[17]。
- 曾运行于14号线东段的二期列车在车厢连接处设有LED走字屏，显示“下一站：××× Next Station ×××”和“北京京港地铁14号线 Beijing MTR Line 14”，而曾运行于西段的一期列车无此设计。二期列车位于车厢连接处的LED走字屏

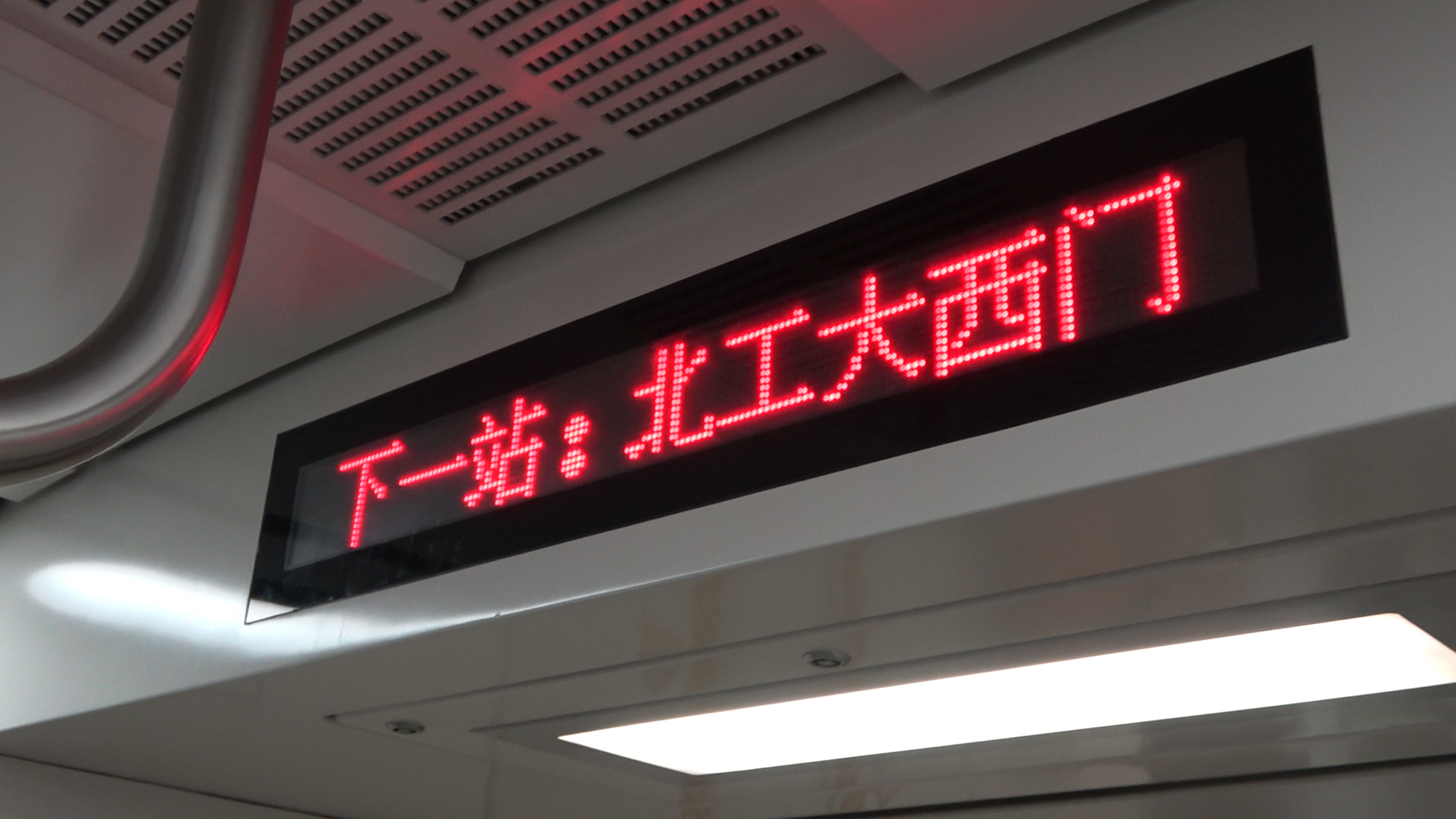
二期列车位于车厢连接处的LED走字屏